# Anatole Belval-Delahaye
Anatole Francisque Belval-Delahaye, né le 19 février 1879 à La Ferté-Milon et mort le 27 septembre 1918 à l'hôpital de Romans-sur-Isère, est un poète français.

## Biographie
Anatole Belval-Delahaye est le fils naturel de Françoise Malvina Belval, dame de compagnie, travaillant au service d'une famille bourgeoise de La Ferté-Milon ; le père s'appelle Anatole Delahaye, il est un ancien boucher. L'enfant est reconnu en 1904.
Poète, Anatole Belval-Delahaye est à l'origine du tumultueux « Groupe d'Action d'Art » Les Loups, qui se définit comme une « confédération générale des travailleurs de l'art, des ouvriers de la pensée et des poètes de la vie » et dont faisaient partie : Pascal Bonetti, René Christian-Frogé, Roger Dévigne (sous le pseudonyme de Georges-Hector mai), Charles Dornier, Henri Galoy, Camille Gandilhon Gens-d'Armes, Edouard d'Hooche, Jean Ott, Marcel Paÿs, Jean Raÿter, Pierre Rodet, André Tudesq, Robert Vallery-Radot, Gabriel Volland, ainsi qu'une femme, Hélène Seguin, tous poètes. Il organise et anime des réunions mensuelles, les Hurle-aux-Loups, d'abord dans les salons du Café Procope, puis, à partir d'avril 1911, dans ceux du Bouillon Chartier au 37 rue de Rochechouart, avec toute la rédaction de la revue Les Loups, journal d'action d'art dont le premier numéro sort en décembre 1909. Ce mensuel, il en est le directeur, et le siège est situé au 14 rue de la Tour d'Auvergne, Paris 9e. Il est aussi à l'origine de la maison d'édition des Loups, à la même adresse, qui est la sienne.
Son nom est sur la plaque commémorative des 560 écrivains morts pour la France pendant la guerre de 14-18 (au Panthéon), no 50356.
Les Loups, journal d'action d'art reparaît brièvement après la guerre, en 1924, sous la direction de Maurice Wolff (1869-1933).

## Œuvres
- La Chanson du Bronze, poèmes, couverture et hors texte de Jean Beauduin, édité par lui-même (1908), puis 2e édition par la Maison d'édition des Loups / Eugène Rey, 1911 — avec couverture d'Albert Maignan et un portrait en frontispice par Lucien Jonas — sur Gallica.

## Pour approfondir